# لوس بالباسيس
بلدية لوس بالباسيس (بالإسبانية: Los Balbases)‏, هي إحدى بلديات مقاطعة برغش, التي تقع في منطقة قشتالة وليون, والتي تقع في شمال غرب إسبانيا.
يبلغ عدد سكانها 350 نسمة وفقاً لإحصائية سنة (2002).